# Holló csillagkép
A Holló (latin: Corvus) egy csillagkép.

A Holló csillagkép

## Története, mitológia
Nevét mitológiai értelmezésben Apollón hollója után kapta, akit az isten elküldött, hogy hozzon vizet a serlegébe (crater). A holló azonban megállt fügét enni, és víz helyett egy vízi kígyóval tért vissza a karmai közt. Apollónnak azt hazudta, hogy a kígyó miatt nem tudott vizet hozni. Az isten annyira feldühödött a hazugságon, hogy a hollót is, a kígyót is és a serleget is az égre dobta. Azóta kárognak a hollók, mert szomjasak.

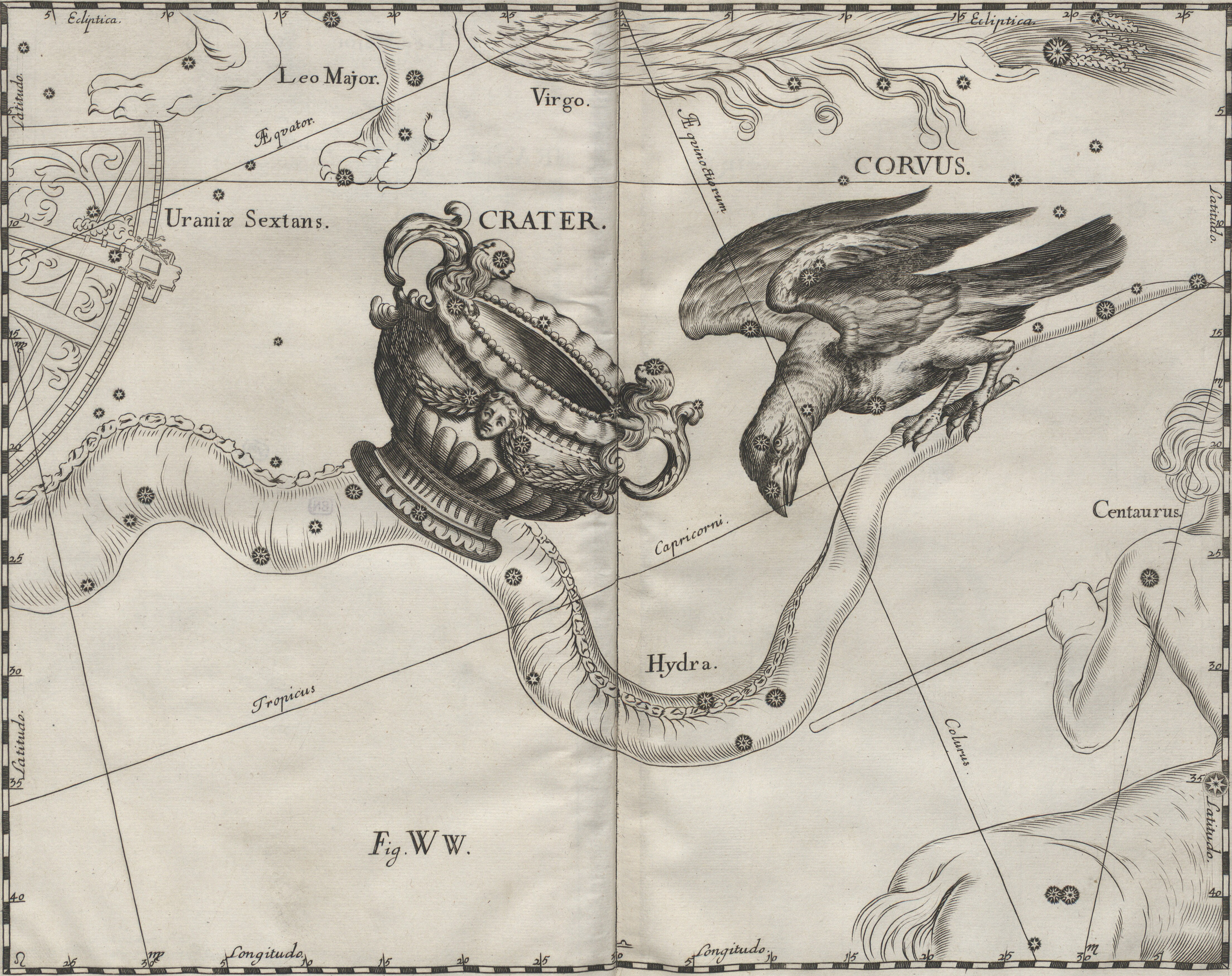
A Holló csillagkép Hevelius ábrázolásában

## Csillagok
A δ, γ, ε és β Corvi a Holló szárnya ("the sail", itt: a szárny).
A csillagkép első öt csillaga megegyezik az indiai csillagászatból ismert  Hasta nakshatra-val.
- γ Corvi - arab nevén Gienah Ghurab: 2,58m, B8-as osztályú, a távolsága 165 fényév.
- β Corvi - Kraz: 2,65 magnitúdós csillag, G5 osztályú, a távolsága 170 fényév.
- δ Corvi - Algorel: kettőscsillag, B9.5, a 
fehér színű főcsillag 2,94m-s, a távolsága 88 fényév, a kísérő 8 magnitúdós. A kettőscsillag már kis távcsővel is észlelhető.
- ε Corvi - Minkar, 3,02m, K2, 300 fényév
- α Corvi - Alchita: negyedrendű törpe, 63 fényév távolságra van a Földtől

## Mélyég-objektumok
- Csáp-galaxisok (NGC 4038 és NGC 4039)

## Fordítás
- Ez a szócikk részben vagy egészben  a    Corvus (constellation) című angol Wikipédia-szócikk fordításán alapul.  Az eredeti cikk szerkesztőit annak laptörténete sorolja fel. Ez a jelzés csupán a megfogalmazás eredetét és a szerzői jogokat jelzi, nem szolgál a cikkben szereplő információk forrásmegjelöléseként.